# The Language of the Dumb
The Language of the Dumb è un cortometraggio muto del 1915 diretto da Joseph Smiley (Joseph W. Smiley) e prodotto dalla Lubin.

## Produzione
Il film fu prodotto dalla Lubin Manufacturing Company.

## Distribuzione
Distribuito dalla General Film Company, il film - un cortometraggio in una bobina - uscì nelle sale USA il 29 gennaio 1915.